# Kaspi bank
Die kaspi bank  ist ein Kreditinstitut aus Kasachstan mit Sitz in Almaty. Es ist an der Kasachischen Börse gelistet.

## Geschichte
Die Bank wurde am 1. Januar 1991 als Al Baraka Kazakhstan auf Beschluss des kasachischen Präsidenten Nursultan Nasarbajew gegründet. Am 12. Januar 1997 wurde das Kreditinstitut in eine geschlossene Aktiengesellschaft mit dem Namen Bank Caspian umgewandelt. Am 15. November 2008 änderte die Bank ihren Namen in kaspi bank.
Mit 96,3 Prozent der Aktien der kaspi bank ist seit 2009 die niederländische Caspian Group B.V. Hauptaktionär. Im Oktober 2020 erfolgte der Börsengang an der London Stock Exchange.

## Geschäftsmodell

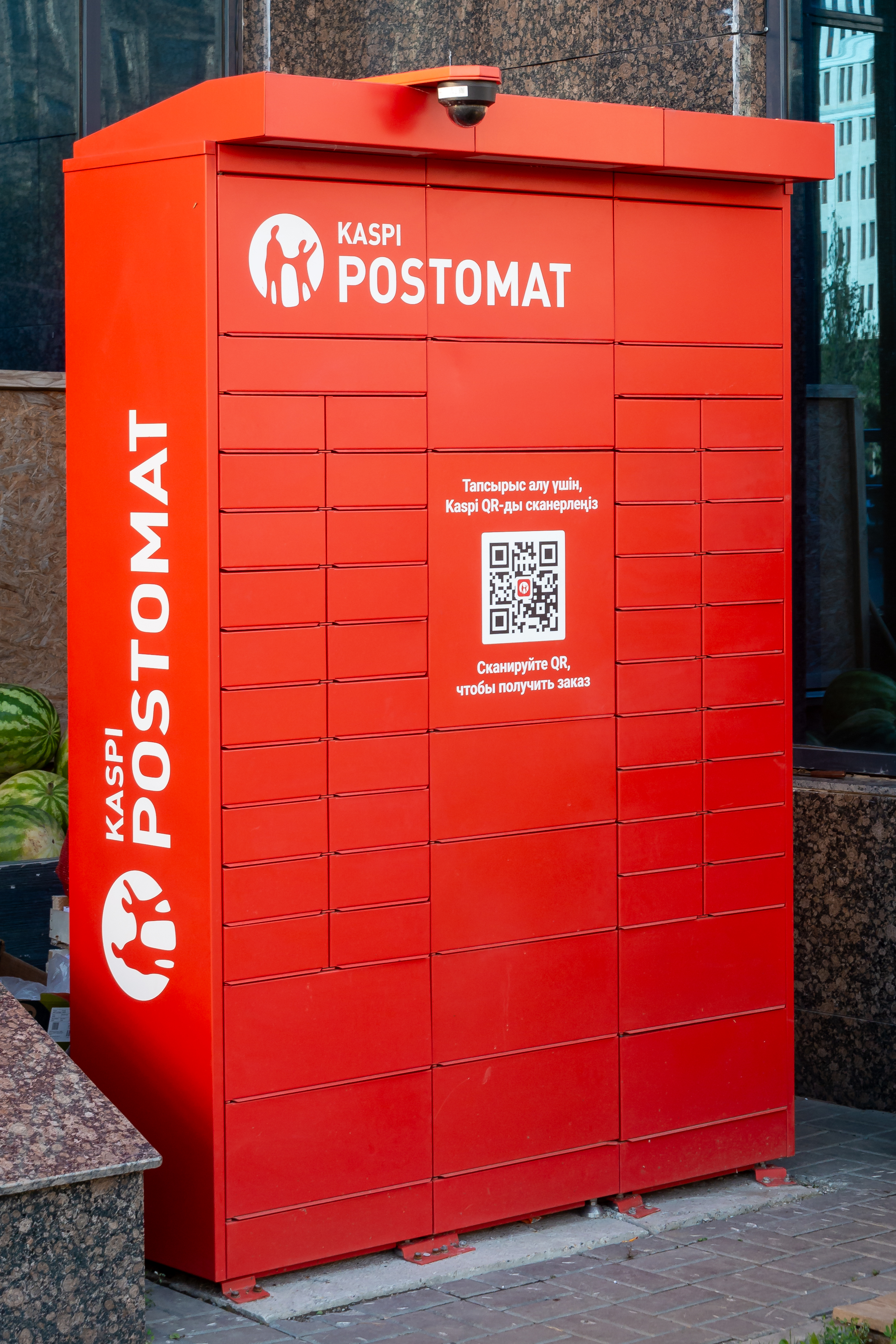
Paketautomat von kaspi bank

Die Bank betreibt allein ein Privatkundengeschäft und hat sich auf die Erbringung digitaler Bankdienstleistungen konzentriert. Im Zentrum steht eine mobile Anwendung für Kunden in Kasachstan.
Über das Bankgeschäft hinaus, betreibt Kaspi bank auch eine E-Commerce-Plattform mit eigener Lieferlogistik.